# John Giorno
John Giorno (Nueva York, 4 de diciembre de 1936-11 de octubre de 2019) fue un poeta y artista estadounidense.
De ancestros italianos (su familia procedía de Tursi, provincia de Matera, Basilicata), realizó estudios la Universidad Columbia, donde se graduó en 1958. Frecuentó el ambiente underground neoyorquino de los años 1960.
En 1962 conoció a Andy Warhol, quien fue su amante e influyó muchísimo en el desarrollo de Giorno como poeta. A partir de 1964, las relaciones entre Giorno y Warhol se enfriaron. Fue pareja del artista suizo Ugo Rondinone.

## Giorno Poetry Systems
En 1968, Giorno fundó un colectivo de artistas que recibió el nombre de Giorno Poetry Systems (Sistemas de Poesía Giorno): el propósito de este colectivo era difundir las nuevas formas poéticas, usando las nuevas tecnologías y los más variados medios y estilos, como el Spoken word (recitado acompañado de música), poetry slam (competición de declamaciones de poesía) y toda clase de actuaciones, que a menudo eran grabadas por el colectivo. Algunos de los artistas que colaboraron con los Giorno Poetry Systems fueron William Burroughs, John Ashbery, Ted Berrigan, Patti Smith, Laurie Anderson, Philip Glass, Robert Rauschenberg y Robert Mapplethorpe.

## Obra

### Filmografía
Giorno ha participado en numerosos proyectos fílmicos experimentales. En 1963 colaboró con Andy Warhol en Sleep, película en la que grabó a Giorno desnudo, durmiendo en la cama de su apartamento durante cinco horas. A mediados de los años 60 intervino en varias películas de The Factory dirigidas por Andy Warhol y Ronald Tavel, tituladas todas Screen Test.
Fue uno de los artistas norteamericanos que intervinieron en el documental Poetry in Motion dirigido en 1982 por Ron Mann, en el que se grabó a más de veinte personalidades de la poesía contemporánea que recitaban, cantaban o comentaban su obra. Entre otros, participaron Charles Bukowski, John Cage, Tom Waits, William Burroughs, Allen Ginsberg y Helen Adam.
En 1983 participó en otro documental, Burroughs, de Howard Brookner, en le que se repasa la biografía del escritor William Burroughs, y en 1987 hizo otro tanto en Andy Warhol de Kim Evans y Lana Jokel, película dedicada en este caso a Andy Warhol.
En 2007 intervino en Nine Poems in Basilicata de Antonello Faretta, película basada en sus poemas y en sus performances, y en The Hand of Fatima de Augusta Palmer, película que trata sobre la relación entre el crítico del The New York Times Robert Palmer y el grupo musical Master Musicians of Jajouka. También sobre música trata el documental Flicker (2008) de Nik Sheehan, donde Giorno aparece junto a Brion Gysin, Marianne Faithfull o Iggy Pop.

### Discografía parcial
- Rasberry and Pornographic Poem, The Intrevenus Mind Records, New York 1967 [LP33]
- The Dial-A-Poem Poets con William S. Burroughs, Allen Ginsberg, John Cage, Brion Gysin,... 1971.
- The Dial-A-Poem Poets Disconnected 1974
- Biting Off the Tongue of a Corpse 1975
- William S. Burroughs/John Giorno 1975
- (curada) Cash Cow. The best of Giorno Poetry Systems, 1965-1993, Giorno Poetry Sistems, New York 1993 [CD]
- J. Giorno, John Giorno in Florence, 1983-1998, (prodotto da Maurizio Nannucci & Maurizio Della Nave), Recorthings, Firenze 2012, [CD]

### Ediciones en español
- La sabiduría de las brujas. Traductor: Martín Rodríguez-Gaona. Barcelona: DVD, 2008. Es la primera obra de Giorno que se traduce íntegra al español.
- Me he resignado a quedarme aquí. Traductor: Martín Rodríguez-Gaona. Lima: Lustra Editores, 2011. 168 pp. Antología de la obra de Giorno.